# Бейсуг
Бейсуг (на руски: Бейсуг) е река в Краснодарски край на Русия, вливаща се в Азовско море. Дължина 243 km. Площ на водосборния басейн 5190 km².
Река Бейсуг води началото си на 92 m н.в., на 5 km северозападно от град Кропоткин в Краснодарски край. По цялото си протежение тече в посока запад-северозапад през Кубано-Приазовската низина в силно заблатена и обрасла с водолюбива растителност долина, в която силно меандрира. Влива се в югоизточния ъгъл Бейсугския лиман, при станица Бринковская. На северозапад Бейсугския лиман се свързва с Ясенския залив на Азовско море. Има два основни притока: Бейсужек Леви (161 km) и Бейсужек Десни. Подхранването ѝ е предимно дъждовно и грунтово (подземно) с ясно изразено пролетно пълноводие от февруари до април. Замръзва през декември, а се размразява в средата на март. В долното ѝ течение, преди лимана Лебяжи е разположен районният център станица Брюховецкая.